# Struthanthus calophyllus
Struthanthus calophyllus är en tvåhjärtbladig växtart som beskrevs av A. C. Smith. Struthanthus calophyllus ingår i släktet Struthanthus och familjen Loranthaceae. Inga underarter finns listade i Catalogue of Life.